# 歐特洛邦達
歐特洛邦達（Otrobanda）是位于库拉索威廉斯塔德西南部的一個街区。歐特洛邦達歷史可以追溯到18世纪。在威廉斯塔德的700多座被联合国教科文组织列入名录的建筑中，有许多建築已经被修复或經過內部裝修，並作为住宅、商店、办公室和住宿用途，其中有些就位於歐特洛邦達。